# Quamba
Quamba – miasto w Stanach Zjednoczonych, w stanie Minnesota, w hrabstwie Kanabec.